# Gazdasági liberalizmus

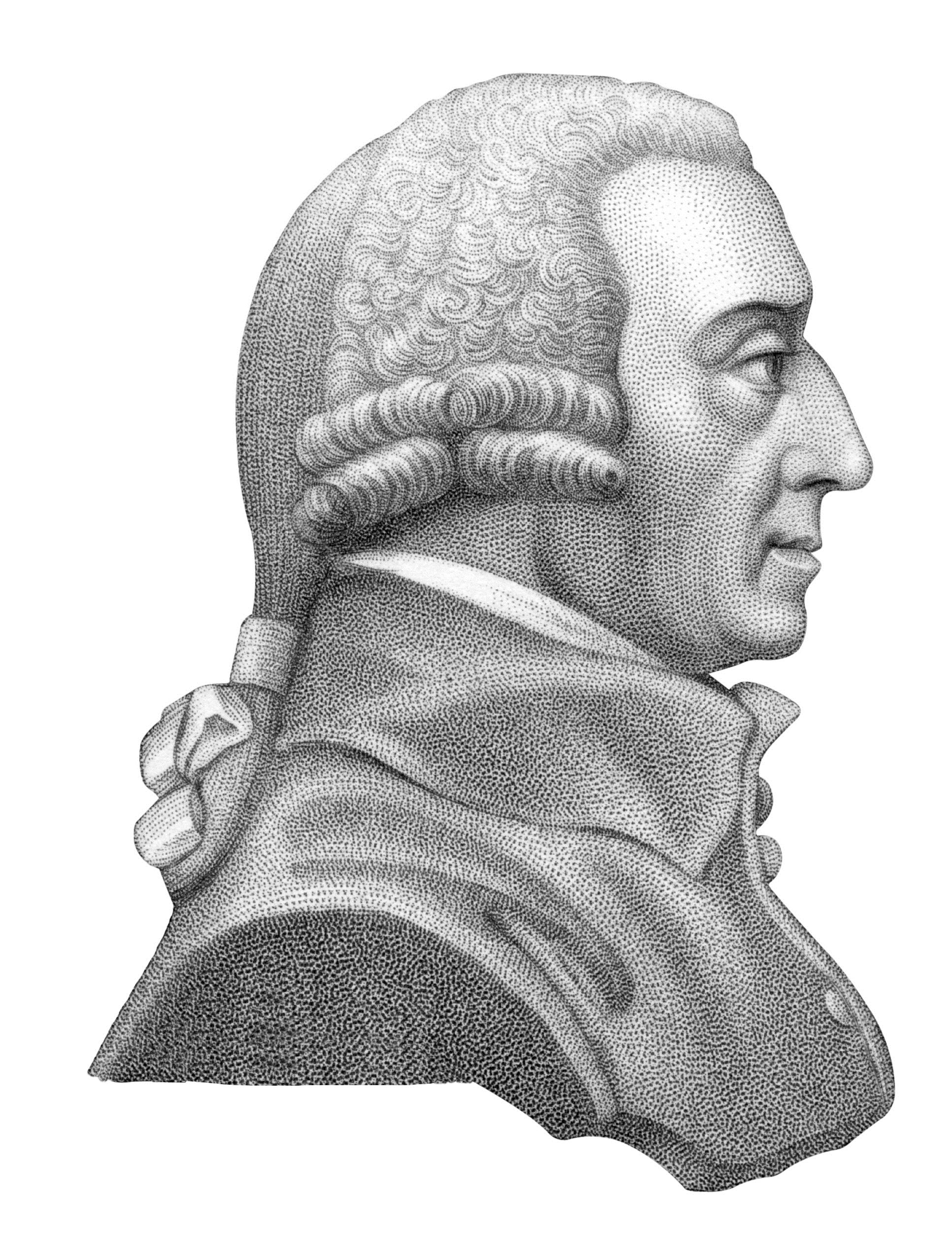
Adam Smith portréja

A gazdasági liberalizmus vagy piaci liberalizmus a klasszikus liberalizmus alapvetően Adam Smith és David Ricardo munkáin alapuló gazdasági komponenseként indult. Alapja a magántulajdon és a magánszerződések. Előnyben részesíti ugyan a kormányzati beavatkozástól mentes szabadpiacot, a szabadkereskedelmet, de bizonyos közjavak esetén meghagyja az állam szerepét. Ilyen pl. a honvédelem, a közszolgálati televíziózás, a levegő. Smith pl. a mellett érvelt, hogy az utakat, csatornákat, hidakat, iskolákat magáncégek nem tudják hatékonyan fenntartani, de a mellett is, hogy mindezekért az államnak használatarányos díjakat kell szednie. Abraham Lincoln a gazdasági liberalizmus tradícióit követve növelte az állam szerepét a vasútépítésben.
Manapság a gazdasági liberalizmus a kapitalizmushoz, neoliberalizmushoz, valamint a konzervativizmus bizonyos ágaihoz köthető olyannyira, hogy az angolszász országokban ma inkább gazdasági konzervativizmusnak nevezik, s ott gazdasági liberalizmus alatt inkább bizonyos progresszivista (Theodore Roosevelt, William H. Taft, Thomas Woodrow Wilson, Franklin D. Roosevelt) irányzatokat értenek.
Egyes gazdasági liberálisok elfogadják a monopóliumok és kartellek állami korlátozását, mások viszont azzal érvelnek hogy a monopóliumok és kartellek az állami beavatkozás miatt jönnek létre. Szerintük az árakat kizárólag a piac szabhatja meg. Néhányan elfogadják a piac behatolását olyan területekre is, amelyek konvencionálisan állami feladatok, mint pl. a közbiztonság és a bíráskodás. A gazdasági liberálisok elfogadják a gazdasági egyenlőtlenséget mindaddig, amíg az nem kényszer alkalmazásával jött létre.
A minarchizmus és az anarchokapitalizmus a gazdasági liberalizmus formái.

## Gazdasági liberális pártok
- Jólét és Szabadság Demokrata Közösség, Magyarország
- Modern Magyarország Mozgalom, Magyarország
- Német Szabaddemokrata Párt, Németország
- Konzervatív Párt, Egyesült Királyság